# Yuba City
Yuba City település az Amerikai Egyesült Államok Kalifornia államában, Sutter megyében, melynek megyeszékhelye is. Lakosainak száma 70 117 fő (2020. április 1.).

## Népesség
A település népességének változása:
| Lakosok száma | 36 758 | 64 925 | 70 117 |
|               | 2000   | 2010   | 2020   |

## Lásd még
- Yuba megyei fiúk